# Jenae Ambrose
Jenae Ambrose (sinh ngày 29 tháng 12 năm 1997) là một vận động viên chạy nước rút người Bahamas. Cô đã tham gia cuộc thi tiếp sức 4 × 100 mét nữ tại Giải vô địch thế giới năm 2017 về điền kinh.